# Dorians
Dorians är ett armeniskt rockband, som kommer att representera Armenien i Eurovision Song Contest år 2013 i Malmö med låten Lonely Planet.
Lonely Planet är skriven av gitarristen Tony Iommi i metalbandet Black Sabbath.

## Medlemmar
- Gor Sujyan - sång
- Gagik Khodaverdi - gitarr
- Arman Pahlevanyan - keyboard
- Edgar Sahakyan - bas
- Arman Jalalyan - trummor och slagverk

## Diskografi

### Album
- 2012 - Dorians

### Singlar
- 2013 - Lonely Planet
- 2014 - This Is Our World